# جيمس ليال غرينليف
جيمس ليال غرينليف (بالإنجليزية: James Leal Greenleaf)‏ هو مهندس المناظر الطبيعية ومهندس أمريكي، ولد في 30 يوليو 1857 في كورترايت في الولايات المتحدة، وتوفي في 15 أبريل 1933 في ستامفورد في الولايات المتحدة بسبب التهاب الزائدة الدودية.